# Gyeongsang Nam
Gyeongsangnam-do (phiên âm Hán Việt: Khánh Thượng Nam đạo) là một tỉnh ở phía đông của Hàn Quốc. Busan là thành phố trực thuộc Trung ương, không thuộc tỉnh về mặt hành chính nhưng nằm trong tỉnh về mặt địa lý.

## Lịch sử
Trước năm 1895, khu vực ngày nay là Gyeongsangnam-do là một phần của tỉnh Gyeongsang, một trong Tám tỉnh của Triều Tiên trong thời kỳ triều đại Triều Tiên. Năm 1895, phía nam Gyeongsang đã được thay bằng các huyện Jinju ở phía tây và Dongnae (ngày nay là Busan) ở phía đông.  Năm 1896, hai huyện được sáp nhập để tạo thành Gyeongsangnam-do.
Tỉnh lỵ nguyên là Jinju, sau đó được dời về Busan năm 1925. Năm 1948, Gyeongsangnam-do đã trở thành một phần của Hàn Quốc. Năm 1963, Busan được tách khỏi Gyeongsangnam-do để thành một thành phố trực thuộc trung ương (Jikhalsi).  Năm 1983, tỉnh lỵ dời từ Busan đến Changwon. Năm 1995, trở thành một quảng vực thị (Gwangyeoksi). Năm 1997, Ulsan được tách khỏi Gyeongsangnam-do thành một quảng vực thị.
Năm 1982, sĩ quan cảnh sát Woo Bum-kon đã giết người hàng loại, làm 58 người chết, kể cả ông, làm bị thương 35 người ở Gyeongsangnam-do.

## Địa lý
Tỉnh này nằm ở vùng Yeongnam, giáp biển Nhật Bản về hướng đông, hướng bắc là tỉnh Gyeongsangbuk-do, hướng tây là Jeollabuk-do và Jeollanam-do, hướng nam là eo biển Triều Tiên. Phần lớn tỉnh này được cung cấp nước từ sông Nakdong.

## Các điểm tham quan
Gyeongsangnam-do có Haeinsa, một ngôi chùa có Tripitaka Koreana thu hút nhiều khách tham quan.

## Các đơn vị hành chính
Gyeongsangnam-do được chia thành 8 thành phố (si) và 10 huyện (gun). Tên dưới đây được viết bằng Hangul và Hanja:

### Thành phố
| - Changwon (창원시; 昌原市) - Geoje (거제시; 巨濟市) - Gimhae (김해시; 金海市) - Jinju (진주시; 晋州市) | - Miryang (밀양시; 密陽市) - Sacheon (사천시; 泗川市) - Tongyeong (통영시; 統營市) - Yangsan (양산시; 梁山市) |

### Huyện
| - Changnyeong (창녕군; 昌寧郡) - Geochang (거창군; 居昌郡) - Goseong (고성군; 固城郡) - Hadong (하동군; 河東郡) | - Haman (함안군; 咸安郡) - Hapcheon (합천군; 陜川郡) - Hamyang (함양군; 咸陽郡) | - Namhae (남해군; 南海郡) - Sancheong (산청군; 山淸郡) - Uiryeong (의령군; 宜寧郡) |

## Tôn giáo
Tôn giáo ở Gyeongsang Nam (2005)
Theo điều tra dân số năm 2005, dân số của Gyeongsang Nam 9.4% theo Kitô giáo (8.8% Tin Lành và 6% Công giáo) và 40% theo Phật giáo. 45.2% dân số phần lớn không theo tôn giáo hoặc theo chủ nghĩa Muism và các tôn giáo bản địa khác.